# Microregione di Ariquemes
Ariquemes è una microregione dello Stato della Rondônia in Brasile, appartenente alla mesoregione di Leste Rondoniense.

## Comuni
Comprende 7 comuni:
- Alto Paraíso
- Ariquemes
- Cacaulândia
- Machadinho d'Oeste
- Monte Negro
- Rio Crespo
- Vale do Anari